# 髙橋大翔
髙橋 大翔（たかはし ひろと、2000年8月19日 - ）は、日本の俳優、モデル。大阪府出身。ソニー・ミュージックアーティスツ所属。
「高橋」と表記されることがあるが、正しくは「髙橋」である。

## 来歴
幼い頃から目立ちたがり屋の一面があり、自分もテレビや映画に出演してみたいと漠然と憧れていた。高校1年生の時に、母が髙橋に内緒でソニー・ミュージックアーティスツの所属タレントオーディションにスナップ写真などを送付。応募したことを知らされていなかった髙橋は書類審査を通過したことに驚いたが、憧れが現実になるチャンスと思い奮起。最終審査も合格し、同事務所に所属することになった。
2023年、第38回メンズノンノモデルオーディションで準グランプリを受賞。MEN'S NON-NOの専属モデルとしても活動中。

## 人物
- 趣味はサッカー、映画鑑賞[1]。
- 特技はサッカー、けん玉、ペン回し[1]、料理[4]。

## 出演

### 映画
- 短編映画「炭焼きの娘」（2020年11月1日）
- ショートフィルム『俺の海』（2021年6月11日）-  松本良太 役
- わたしの幸せな結婚（2023年3月17日公開、東宝） - 澤村晋平 役[5]
- 交換ウソ日記（2023年7月7日公開、松竹） - 鈴木翔 役[6]
- 赤羽骨子のボディガード（2024年8月2日、松竹）- 吉信滝丸 役[7]

### テレビドラマ
- 鉄オタ道子、2万キロ 第5話（2022年2月5日、テレビ東京） - 箕輪俊介 役
- 西野家の黒歴史（2023年8月8日、TOKYOMX） - 西野孝太郎 役
- 真夏のシンデレラ（2023年7月10日 - 9月18日、フジテレビ） - 宮崎達也 役
- アオハライド Season1（2023年9月22日 - 11月10日、WOWOW） - 三浦慎太 役
- 離婚後夜（2024年10月14日 - 12月16日、朝日放送テレビ・テレビ朝日系） - 水瀬涼太 役[8]

### WEBドラマ
- 家族のLINEがしんどいw（2020年12月18日、YouTube） - 佐藤祐希 役
- 恋愛ドラマな恋がしたい in NEW YORK（2022年11月13日 - 2023年1月29日、AbemaTV）[9]
- ハイティーン・ダイアリー（2024年3月4日 - 、ABEMA） - 前澤颯太 役[10]

### テレビ番組
- 高校講座 国語表現（2018年度、 NHK Eテレ)

### 雑誌
- MEN'S NON-NO（2023年 - 、集英社） - 専属モデル

### MV
- DISH//「沈丁花」（2021年）
- 村下孝蔵「初恋」（2022年）
- きゃない「愛の言葉」（2023年）
- 甲田まひる「らぶじゅてーむ」（2024年）

### CM
- ベネッセコーポレーション 進研ゼミ 高校講座「厳選テキスト×スマホ」篇（2017年）
- ザ・スーツカンパニー WEB CM（2022年）
- テレビ朝日 未来プロジェクト（2023年）

### Web配信
- ヒロト'sキッチン（2025年2月20日 - 、YouTube） - MEN'S NON-NO公式YouTubeチャンネルコンテンツ[4]